# Chiostro degli Umiliati
Il chiostro degli Umiliati, sito a Monza in  via Regina Teodolinda, risale alla seconda metà del XV secolo e fu sede del III ordine degli umiliati.
Il chiostro rinascimentale si sviluppa solamente lungo due lati della corte ed è costituito da archi a tutto sesto con semplici capitelli.
Oggi l'edificio ospita le raccolte dei Musei Civici.